# VOAC
VOAC - en akronym för Volvo och Atlas Copco, ägdes av holdingbolaget AVC intressenter AB fram till 1992, som i sin tur ägdes till lika delar (50/50%) av Volvo och Atlas Copco. Företaget AVC:s målsättning var att investera i företag som tillverkade hydrauliska komponenter som hydraulventiler, hydraulpumpar, hydraulmotorer och hydraulcylindrar för i första hand mobila arbetsmaskiner som skogsmaskiner, entreprenadmaskiner och bergborraggregat.

## Bakgrund
VOAC som hydraulkomponenttillverkare hade sin grund i hydraulikföretaget Monsun-Tison AB med säte i Borås som hade grundats 1966 av Incentive AB (52% ägarandel) och Atlas Copco (48% ägarandel) genom en sammanslagning av de separata företagen Monsun i Spånga (Stockholm) och Tison i Enköping. Maskinutrustning och anställda på dessa företag överfördes till Borås i samband med grundandet. Båda företagen tillverkade hydraulikkomponenter. Investeringen skedde i samband med att Atlas Copco MCT grundades 1968 med avsikt att forcera utvecklingen av mobila bergborraggregat för spränghålsborrning i underjordsgruvor, vägtunnlar och dagbrott. Hydraulventiler och cylindrar utgjorde en viktig del av maskinkoncepten, där en egen utveckling och tillverkning av dessa komponenter ansågs som en stor konkurrensfördel.
Monsun Tisons ventiler och cylindrar kom dock tidigt till största delen att vidareutvecklas efter de krav som fanns från skogsmaskintillverkarna i Skandinavien, som blev Monsun Tisons helt dominerade kundgrupp och som lågt långt före alla andra maskinsektorer inom mobila arbetsmaskiner i användningen av elstyrda hydraulventiler för att kunna öka maskinernas produktivitet.

### Monsun-Tisons produktprogram
Monsun-Tisons produktsortiment på ventilsidan bestod i en första generation av s.k. mobilventilblock i sandwichkonstruktion som kunde monteras ihop till önskat antal ventilsektioner från 1 upp till maximalt 10 sektioner eller som s.k. monoblocktyp med gemensamt ventilhus för ett visst antal ventilslider. Mobilventilblocken användes främst för manövrering av hydraulcylindarna till arbetskranar och övriga cylindermanövrerade chassifunktioner. Den första generationen ventilblock var manuellt styrda med en manöverspak till respektive ventilslid eller hydrauliskt pilotstyrda. Den andra generationen var elektriskt styrda. Några av de grundläggande mobilventiler som fanns i Monsun-Tisons produktprogram på 1970-talet in på 1980-talet i urval. Ventilens produktnamn:
- HV07
- HV03
- HV09LS, ersatt av L90LS.
- F130
- HV05
- HV08
- HV321 modulventil för direktmontering på cylindrar, med ursprung i det hydraulpilotstyrda s.k. Monti-systemet.

Ventiler i familjen HV07 och HV09, senare L90LS, blev de mest använda ventilkoncepten för skogsmaskinernas arbetskranar och cylindermanövrerade chassifunktioner som utvecklades starkt med ett stort antal speciellt anpassade ventilslider och tillsatsventiler för optimeringen av de olika arbetskranarnas prestanda och manövrerbarhet. VOAC:s kunskaper i konstruktion av skräddarsydda ventilslider för varje typ av kran och enskild krancylinder blev tidigt ett begrepp hos skogsmaskintillverkarna i Skandinavien och förde fram företaget till en dominerande marknadsposition inom detta maskinsegment.
Monsun Tisons produktprogram inom hydraulcylindrar med huvudbeteckningar HC09, HC11 och HC12 var omfattande och täckte alla typer av cylindrar för de flesta maskintyper både inom stationära och mobila applikationer och även marina applikationer med förhöjt korrosionsskydd.
Under 1970-80 talen och in på 1990-talet utvecklade Monsun-Tison AB även elektronik för styrning av företagets elstyrda hydraulventiler. Styrsystemet IPS302 baserat på analog elektronik, för främst styrning av hydraulsystemet för maskinernas arbetskranar blev snabbt standardsystemet för flertalet skogsmaskintillverkare i Skandinavien på både skördare och skotare. Senare utvecklade företaget det digitala programmerbara systemet med produktnamnet EHC4000. I styrsystemen ingick också flera olika typer av manöverspakar, s.k. joysticks. I slutet av 1995 förvärvade man ett företag som utvecklat ett eget CAN-buss baserat programmerbart styrsystem som marknadsfördes under varumärket IQAN som snabbt övertog platsen som standardsystemet för elektroniska styrsystem till arbetskranar för flertalet skogsmaskintillverkare. Flera av de större maskintillverkarna hade i slutet av 1980-talet och början av 1990-talet parallellt börjat utveckla egna elektroniska styrsystem, bland annat ÖSA, senare Timberjack (sedermera John Deere), Valmet och Ponsse. I samband med att de CAN-buss-baserade styrsystemen introducerades, integrerade man också styrningen av maskinernas hydrostatiska transmissionssystem för framdrivningen i styrsystemet. De separata elektroniska styrsystemen för skördarnas skördaraggregat utvecklades av andra företag eller konstruerades och tillverkades av samarbetspartners till maskintillverkarna som exempelvis CC Systems AB, med ursprung i skogsmaskinföretaget ÖSA och DASA Control Systems.
1992 grundades VOAC Hydraulics AB genom en sammanslagning av de två separata hydraulikföretagen Monsun-Tison AB, och Volvo Hydraulik AB, det senare ett företag som hade grundats 1983 som ett helägt dotterbolag till Volvo Flygmotor AB (senare omdöpt till Volvo Aero AB). Volvo Flygmotor tillverkade axialkolvpumpar och motorer för hydrauliksystem. De båda företagen hade inlett ett samarbete några år innan sammanslagningen kom till stånd.

### Grunden för Volvo Hydraulik AB
Volvo Hydraulik AB grundades på i huvudsak en enstaka banbrytande konstruktionsidé; den sfäriskt utformade kolven med expanderbar kolvring med kolvhuvud i ett stycke med kolvstången som kompenserade för den vinkelavvikelse som uppstår mellan kolv och cylinderlopp under rotationen i axialkolvmaskiner. Konstruktionsidén användes till att börja med enbart för axialkolvmotorer och pumpar med fast deplacement genom att kolvarna med kolvstång inte kunde svara för det moment som krävs för att rotera cylindertrumman som i konventionella axialkolvmaskiner, utan drevs av en konisk kuggväxel utbildad som ett kuggkrans på cylindertrumman i ingrepp med en kuggkrans fäst till den utgående drivaxeln. Kolvarna verkade direkt på utgående axels drivskiva som skapade det vridande momentet på utgående axel. Kolvkonstruktionen med en kort slaglängd bearbetad i ett stycke och den sfäriskt utformade kolven med kolvring gjorde det möjligt att tillverka axialkolvmaskiner med en vinkel mellan kolv och drivskiva på 40 grader (teoretiskt 45 grader), där de konventionella konstruktionerna byggda på den klassiska s.k. Thoma-principen medgav högst 25 grader (teoretiskt 30 grader). Detta gav mycket kompakta konstruktioner med stort deplacement som klarade höga varvtal. Konstruktionsidén hade sin bakgrund i ett patent för hydrauliska axialkolvpumpar av inlinetyp (med s.k. swashplate) med sfäriskt utformade kolvar försedd med kolvring som uppfanns av den svenska ingenjören Gunnar Wahlmark (Illinois USA) som genom sina uppfinningar inom hydrauliska pumpar och motorer inom företaget Sundstrand Machine Tool Co. mellan åren 1925-1950, lade grunden till hydraulikföretaget Sauer-Sundstrand. Den sfäriskt utformade kolven med kolvring patenterades över hela världen 1960. Volvo Hydraulik förvärvade möjligheten att använda detta patent för applikationen hydrauliska axialkolvmaskiner (motorer och pumpar) av s.k. bentaxis-typ, som introducerades i slutet på 1960-talet under produktnamnet F11.
Hydraulmotorn typ F11 är ytterligare förfinad på en rad punkter jämfört med konventionella konstruktionslösningar för axialkolvpumpar, bland annat infästningen av kolven i drivskivan som inte kräver någon extra låsningsanordning. Kolven låses till drivskivan genom en speciellt utformat geometri på kolvens kulformade ände i förhållande till det kulformade urtaget i drivskivan. I arbetsläget och inom ett visst vinkelområde mellan kolvstångens centrumlinje och drivaxelns centrumlinje är kolvänden låst i läge men ledad infäst till drivskivan.
Hydraulmaskinen F11 som var konstruerad för enbart fast deplacement följdes senare av hydraulmaskiner med variabelt deplacement där den sfäriskt utformade kolven utnyttjades. I detta fall löste man problemet med drivningen av cylindertrumman med en typ av kardanaxeldrivning av en helt ny konstruktion.

#### Volvo Hydraulik AB:s produktprogram
Volvo Hydraulik AB:s produktprogram på 1980-talet kom att utgöras av en rad olika typer axialkolvmaskiner, båda av bent-axis typ och inline/swashplate typ. Ett flertal produkter byggde på den sfäriskt utformade kolven. Ett urval av produkter:
- F11 -Axialkolvmaskin (pump eller motor) med fast deplacement byggd på den sfäriskt utformade kolven med synkronisering mellan cylinderhus och drivaxel med konisk kuggväxel. Deplacementområde 5-250 cc/varv.
- F12 - Axialkolvpump av typ F11, 2:a generation. Deplacementområde 30-80 cc/varv
- F1 - Axialkolvpump med fast deplacement byggd på produkten F11 optimerad för användning på lastbilars kraftuttag. Deplacementområde 20-110 cc/varv.
- F1-55/45 - Axialkolvpump av typ F1 med dubbla oberoende flöden i samma pumphus genom dubbla kolvuppsättningar i en gemensam cylindertrumma. Fast deplacement 55/45 cc/varv.
- WM - Navmotor för direktdrivning av hjul till mobila maskiner, byggd på produkten F11 (fast deplacement) kombinerat med en planetväxel.
- FD - Navmotor för direktdrivning av hjul till mobila maskiner, byggd på produkten V11 (variabelt deplacement) kombinerat med en planetväxel.
- V30;V30D-Axialkolvpump med variabelt deplacement av inlinetyp för öppna hydraulsystem. Deplacementområde V30, 35-128 cc/varv; V30D, 225 cc/varv.
- V33-Axialkolvpump med variabelt deplacement byggd på V30 för hydrostatiska transmissioner i slutna system. Deplacementområde 35-128 cc/varv.
- V11 -Axialkolvmotor med variabelt deplacement för hydrostatiska transmissioner i både öppna och slutna system byggd på den sfäriskt utformade kolven med synkroniseringen mellan cylinderhus och drivaxel med kardanaxel. Deplacementområde 110-250 cc/varv.
- V1 -Axialkolvpump med variabelt deplacement för öppet system. Deplacementområde 15-70 cc/varv.

### VOAC:s produktprogram
VOAC hade tidigt som affärsidé att bli en komplett systemleverantör för mobila arbetsmaskiner som skogsmaskiner, entreprenadmaskiner och bergborraggregat. Den maskinsektor som VOAC främst levererade hydraulkomponenter till, var i likhet med det tidigare företaget Monsun Tison, Skandinaviska skogsmaskintillverkare, i mindre utsträckning till entreprenadmaskiner som grävmaskiner, lastmaskiner etc., där det tyska företaget Rexroth (senare Bosch Rexroth) var en dominerande underleverantör. I Sverige hade utvecklingen inom hydraulik för mobila arbetsmaskiner inletts när Åkermans Verkstad AB i Eslöv började tillverka hydraulgrävmaskiner i slutet av 1960-talet, där Rexroth tidigt kom att bli den viktigaste underleverantören av axialkolvpumpar och motorer, medan huvudventilerna liksom hydraulcylindrarna konstruerades och tillverkades av Åkermans själva. 
VOAC Hydraulik AB hade tillverkningsenheter i Borås (ventiler), Falköping (cylindrar), i Trollhättan (axialkolvpumpar och motorer baserat på den sfärisk utformade kolven) och i Berlin (axialkolvpumpar av inlinetyp). Man hade även ett samarbete med Sauer Getriebe AG i Tyskland och Sundstrand Corporation i USA, (senare Sauer-Sundstrand, senare Sauer-Danfoss). Genom sammanslagningen med Volvo Hydraulik AB kunde det nya företaget VOAC erbjuda ett komplett egettillverkat hydraulikprogram av ventiler, cylindrar, axialkolvpumpar och axialkolvmotorer för alla typer av system i både stationära och mobila applikationer och även styrelektronik utvecklat av Monsun-Tison AB. Övriga komponenter som man inte tillverkade själv inordnades i företagets produktprogram genom ett omfattande nät av samarbetspartners som exempelvis inom hydraulfilter, hydraulackumulatorer, radialkolvmotorer, kugghjulspumpar etc.

### VOAC förvärvas av Parker Hannifin
I februari 1996 såldes VOAC Hydraulics AB till det amerikanska företaget Parker Hannifin i samband med att företaget förvärvade en rad stora europeiska hydraulikföretag för att flytta fram sina positioner på den europeiska marknaden och kunna konkurrera på lika villkor med stora etablerade företag inom mobil hydraulik i Europa, som exempelvis Bosch Rexroth med ett heltäckande program inom både hydraulik och elektronik, samt Sauer-Danfoss med hydrostatiska transmissioner för slutna system som starkaste affärssegment. Man förvärvade i samband med detta även hydrauliktillverkaren Commercial Hydraulics som hade en stor marknad i Europa speciellt vad gällde hydraulcylindrar, genom ett tidigare förvärv av ett östtyskt företag och hydraulpumpar av kugghjulstyp som tillverkades både i USA och Europa, men även ett stort sortiment av enklare hydraulventiler genom ett tidigare förvärv av ett företag i England. VOAC:s sortiment av hydraulikkomponenter och elektroniska styrsystem kom att inordnas in en speciell division inom Parker-Hannifin, benämnd Mobile Control Division - Europe med huvudsäte i Borås.

### Fotnoter
1. ↑  Atlas Copco MCT grundades av bank- och industrimannen Marcus Wallenberg vid en uppdelning 1968 av Atlas Copco i de tre bolagen MCT, Airpower och Tools. MCT är en förkortning av Mining & Construction Techniques, sv: Gruv- och anläggningsteknik.
2. ↑  CAN är en förkortning av Controller Area Network, ett datakommunikationsprotokoll ursprungligen utvecklat av Bosch för användning inom personbilselektronik.
3. ↑  Thoma-principen härrör från Hans Thoma (1887 - 1973), professor vid Karlsruhe tekniska högskola.
4. ↑  Volvo hydrauliks pumpkonstruktion med sfäriskt utformade kolvar och variabelt deplacement med kardanaxeldrivning av cylindertrumman beskrivs bland annat i USPTO patent nr. 3871782, Volvo Flygmotor AB, mars 1975.
5. ↑  Köpesumman var 163 miljoner US$, kontant betalning. Köpet gjordes via dotterbolaget Parker Pneumatic AB.
6. ↑  Företagsgruppen Bosch Rexoth grundades genom ett tidigare samgående mellan de separata företagen Bosch hydraulik och Rexroth hydraulik. Rexroths starkaste affärssegment låg inom axialkolvpumpar från Hydromatik-Brüninghaus och Sigma ventiler för mobila applikationer, men även industriventiler, medan Bosch i huvudsak arbetade på industrisidan.
7. ↑  ”Parker produktöversikt 1998, PDF 665 kByte.”. Arkiverad från originalet den 7 januari 2015. https://web.archive.org/web/20150107050108/http://www.apltd.com/pdf/parker.pdf. Läst 12 september 2009.

### Webbkällor
- Atlas Copco historia
- Volvo historia, Volvo Aero, PDF 1,6 Mbyte.
- BNET, artikel Parker acquires VOAC of Sweden, 29 februari 1996.